# Die nackte Sonne
Die nackte Sonne (englischer Originaltitel: The Naked Sun) ist ein US-amerikanischer Science-Fiction-Kriminalroman des Autors Isaac Asimov aus dem Jahre 1957. Die Geschichte ist der zweite Teil der Roboter-Romane und spielt zeitlich nach dem Roman Die Stahlhöhlen (eng.: The Caves of Steel). Er ist jedoch eine eigenständige Geschichte. Der Aufbau ist der eines Whodunit.

## Handlung

### Szenario
Während im ersten Buch der Reihe die Gesellschaft der überbevölkerten Erde beschrieben wurde, spielt sich dieser Roman vor dem Hintergrund der Gesellschaft auf dem fiktiven Planeten Solaria ab. Diese ist außenpolitisch mit der Erde verfeindet. Ihre Gesellschaft stellt in einigen Aspekten das extreme Gegenteil der Erde da.
Auf dem Planeten wird geradezu zwanghaft darauf geachtet, dass die Population nie über 20.000 Menschen steigt. Dies wird durch die Auflösung der Familie und das Heranziehen in Embryofarmen kontrolliert. Demgegenüber gibt es jedoch etwa 200 Millionen Roboter, die den Menschen für private und gemeinschaftliche Zwecke dienen. Diese Unterbevölkerung sorgt für eine starke Verstreuung der menschlichen Bevölkerung und eine hohe Abhängigkeit von den Robotern.
Über die Jahrhunderte ist es Brauch geworden, menschlichen persönlichen Kontakt komplett zu vermeiden. Kontakt zu anderen Menschen wird über holographische Telepräsenz hergestellt. Das „Sehen“, also der Kontakt bei physischer Anwesenheit, wird als überaus perverse und im höchsten Maße intime Angelegenheit betrachtet. Demgegenüber ist das „Schauen“, also Kontakt über holographische Telepräsenz, ohne Tabus belegt und sogar das Nacktheitstabu ist aufgehoben. Die Solarianer haben eine regelrechte Angststörung, was den physischen Kontakt mit Menschen angeht. Das alles führt auch dazu, dass Solarianer fast vollkommen asexuell erzogen werden: Sex macht weder aus Reproduktionszwecken Sinn, noch fällt es leicht, die anerzogene Angst vor menschlichem Kontakt zu überwinden, um daraus Freude oder soziale Bindung entstehen zu lassen.

### Charaktere

#### Hauptcharaktere
- Elijah „Lije“ Baley ist ein Kommissar des New York Police Department. Er wird zu Beginn des Buches nach Solaria geschickt, da die solarianischen Sicherheitskräfte keine Erfahrung mit Morden haben und Baley einen guten Ruf genießt.
- R. Daneel Olivaw ist ein humanoider Roboter von der Spacer-Welt Aurora, auf der er konstruiert wurde. Er gibt vor, ein Mensch zu sein, um als Abgesandter Auroras akzeptiert zu werden.

#### Nebencharaktere
- Corwin Attlebish ist der stellvertretende Chef der Sicherheit auf Solaria.
- Bik ist ein Junge von der Embryofarm.
- Klorissa Cantora ist die Assistentin des ermordeten Robotikers Delmarre und leitet eine Embryofarm.
- Gladia Delmarre ist die Frau des ermordeten Robotikers Delmarre und die Hauptverdächtige.
- Hannis Gruer ist der Chef der Sicherheit auf Solaria.
- Dr. Jonathan Leebig ist ein Robotiker und Kollege des ermordeten Robotikers Delmarre.
- Albert Minnim ist der Polizeichef der Stadt Washington.
- Dr. Altim Thool ist der Arzt, der sich um die Obduktion des Ermordeten sowie um das Trauma der Ehefrau des Ermordeten kümmert.
- Dr. Anselmo Quemot ist ein Soziologe.

### Zusammenfassung
Vor Beginn des Buches wird der Spacer und Foetologe Rikaine Delmarre auf Solaria ermordet. Elijah Baley wird von dem Washington Police Department nach Solaria geschickt, um dort bei der Aufklärung des Mordes zu helfen. Ihm wird der Roboter Daneel Olivaw von Aurora zur Seite gestellt. Neben der Aufgabe, den Mord aufzuklären, soll Baley auch herausfinden, welche Stärken und Schwächen die Spacer auf Solaria haben.
Zunächst hat Baley mit seinen Ermittlungen große Probleme, da er an den Tücken der solarischen Gesellschaften scheitert. Es fällt ihm schwer, einzuschätzen, welche Dinge tabu sind und welche Motive sich daraus ergeben könnten. Daneben stellen auch seine eigenen Ängste ein großes Hindernis dar: Er hat die fast allen Erdenmenschen innewohnende Agoraphobie, die es ihm erschwert, sich ungehindert in der Welt zu bewegen. Zu allem Überfluss hält sein Partner Daneel es für seine Pflicht, ihn davor zu schützen, diese Grenzen nicht zu überschreiten, da dieser Baley nach dem ersten Gesetz der Robotronik vor sich selbst schützen muss.
Baley schafft es jedoch nach und nach, seine Angst zu überwinden. Er trickst seinen Roboterpartner aus und lernt die Gesellschaft von Solaria kennen. Eine entscheidende Taktik zum Verstehen dieser Gesellschaft und der Möglichkeiten in ihr ist das Konfrontieren der Verdächtigen durch physische Anwesenheit. So besucht er unter anderem einen Soziologen und eine Kinderfarm und spricht mit einem Robotroniker über die Dehnbarkeit des ersten Gesetzes.
Am Ende schafft es Baley, den Fall zu lösen. Der Robotroniker Jonathan Leebig arbeitete an einer Methode, Roboter gegen das erste Gesetz verstoßen zu lassen, indem man sie nicht wissen lässt, dass sie Menschen töten. Der Foetologe Rikaine Delmarre arbeitete mit ihm an diesem Projekt. Als er jedoch die Ausmaße verstand, versuchte er, ihn daran zu hindern. Leebig wollte ihn daher umbringen, war dazu aber psychisch nicht in der Lage, denn er ertrug die Anwesenheit anderer Menschen nicht. So hetzte er Delmarras Frau, Gladia Delmarre, auf, die ihren Mann schließlich im Affekt erschlug. Die Waffe wurde ihr von einem Roboter gegeben, der nicht wusste, was sie tun würde. Im Schock verdrängte Gladia Delmarre ihre Tat sofort. Bei dem Versuch, Leebig zur Rede zu stellen, nimmt dieser sich das Leben aus Angst, physischen Kontakt zu bekommen. Über den Schock, dass die Roboter töten können, vergessen die Solarianer Gladia Delmarre, und sie kommt ungestraft und unwissend davon.
Anschließend kehrt Baley auf die Erde zurück. Er stellt fest, dass er sich ihr entfremdet hat. Solaria und die Erde sind sich durch ihre Extreme sehr ähnlich. Er glaubt, dass ein Neuanfang auf einem anderen Planeten für die Erdenbewohner das beste wäre. Er hofft, die Menschheit wird Lehren aus der dystopischen Situation auf Solaria ziehen und Roboter verantwortungsvoller einsetzen.

## Hintergrund/Interpretationen
Alessandro Portelli stellt die Hypothese auf, dass die Roboter in vielen von Asimovs Werken von der schwarzen Bevölkerung der USA inspiriert wurden. In dem Gesellschaftssystem auf Solaria wird dies besonders deutlich. Hier stützt sich der gesamte Wohlstand auf die Arbeit der Roboter, die durch die Robotergesetze nicht revoltieren können. Am Ende wird diese Annahme ins Wanken gebracht: Roboter sind doch dazu fähig, Menschen zu verletzen und zu töten. Das löste eine Panik aus, die Solarias Gesellschaftssystem erschüttert. Der Roboter Daneel Olivaw ist nach dieser Interpretation ein „passing“, also ein farbiger Mensch, der durch seine helle Hautfarbe von weißen Menschen als Weißer wahrgenommen wird. Um nicht ebenfalls als Roboter behandelt zu werden, muss er seine Identität geheim halten.
Maxine Moor beobachtet in dem Wechselspiel zwischen Olivaw und Baley die Überwindung von den Beschränkungen beider. Olivaw wird von den drei Gesetzen der Robotik determiniert und Baley durch seine kulturellen und biologischen Grenzen. Gemeinsam schaffen sie es, diese Determinanten zu überwinden. Moor nutzt dabei die elektronische Triode als Vergleich, da sie meint, auch Asimov hätte diese zum Vorbild gehabt. Olivaw ist in diesem Vergleich die Anode und Baley die Kathode.

## Rezensionen
„His current book[…] is completely alien in environment and adds up to an interesting exercise in scientific detection. However, in that direction, Asimov appears to be laying the groundwork for a new category of science fiction, the S-F detective story.“

## Ausgaben
- Isaac Asimov: Serienroman in der Science-Fiction-Zeitschrift Astounding zwischen Oktober und Dezember 1956 (englische Erstveröffentlichung)
- Isaac Asimov: The Naked Sun. Doubleday Science Fiction, 1957 (englische Erstausgabe als Buch)
- Isaac Asimov: The Naked Sun. Solaria – where robots ruled and Earthmen lived in terror. Panther Books, 1964 (englische Ausgabe)

## Verfilmungen
Das Buch wurde von der Serie Out of the Unknown für eine Episode adaptiert und am 18. Februar 1969 auf BBC 2 erstausgestrahlt.